# Arrondissement Provins
Provins is een arrondissement van het Franse departement Seine-et-Marne in de regio Île-de-France. De onderprefectuur is Provins.

## Kantons
Het arrondissement was tot 2014 samengesteld uit de volgende kantons:
- Kanton Bray-sur-Seine
- Kanton Donnemarie-Dontilly
- Kanton La Ferté-Gaucher
- Kanton Montereau-Fault-Yonne
- Kanton Nangis
- Kanton Provins
- Kanton Rebais
- Kanton Rozay-en-Brie
- Kanton Villiers-Saint-Georges

Na de herindeling van de kantons bij decreet van 18 februari 2014, met uitwerking in maart 2015 is de samenstelling als volgt:
- Kanton Coulommiers (39/51)
- Kanton Fontenay-Trésigny (17/33)
- Kanton Montereau-Fault-Yonne  (14/21)
- Kanton Nangis  (10/46)
- Kanton Ozoir-la-Ferrière  (2/12)
- Kanton Provins
- Kanton Serris  (1/24)